# Беклян
Беклян (рум. Beclean, венг. Bethlen) — город в Румынии в составе жудеца Бистрица-Нэсэуд.

## История
Местный населённый пункт впервые упоминается в 1235 году под названием «Bethleem».
В 1325 году род Бетлен построил здесь замок. В 1438 году Гергей Бетлен расширил замок. Во время восстания Ракоци замок несколько раз переходил из рук в руки, куруцы его сожгли, а в 1707 году имперские войска окончательно сравняли с землёй, и к настоящему времени от него не осталось следов.
29 декабря 1848 года в этих местах повстанческая армия Юзефа Бема потерпела поражение от объединённой армии Яблонского и Карла фон Урбана.